# 突额叶蝉属
突额叶蝉属（学名：Risefronta）为叶蝉科的一个属。

## 下属物种
本属包括以下物种：
- 白带突额叶蝉 Risefronta albicincta Li & Wang, 2001